# 新赫布里底群島共管地
新赫布里底群島共管地（英語：New Hebrides Condominium）為英法兩國在新赫布里底群島建立的共管地。該群島在18世紀被庫克船長發現後，遂先後為英法兩國佔領並殖民。後來兩國簽署協議將此群島置於共同管理之下，直到1980年獨立為瓦努阿图為止。
全區被分為兩部份：英語圈和法語圈，並延續至獨立之後。如今當地的學校仍同時教授這兩種語言。